# إيما جينيفيف غيليت
إيما جينيفيف غيليت (بالإنجليزية: Emma Genevieve Gillette)‏ هي عالمة بيئة أمريكية، ولدت في 19 مايو 1898، وتوفيت في 1986.